# Ганс-Йоахім Швантке
Ганс-Йоахім Швантке (нім. Hans-Joachim Schwantke; 30 серпня 1918, Гінденбург — 30 липня 1943, Атлантичний океан) — німецький офіцер-підводник, капітан-лейтенант крігсмаріне.

## Біографія
3 квітня 1936 року вступив на флот. З 19 березня 1942 року — командир підводного човна U-43, на якому здійснив 4 походи (разом 221 день в морі). 30 липня 1943 року човен був потоплений в Атлантичному океані біля Азорських островів торпедою Mark 24 FIDO, скинутою американським літаком TBF «Евенджер» з ескортного авіаносця «Санті». Всі 55 членів екіпажу загинули.
Всього за час бойових дій потопив 2 кораблі загальною водотоннажністю 14 285 тонн.
| Дата              | Назва корабля                      | Тип               | Тоннаж | Вантаж                                                           | Екіпаж | Загинули | Країна      | Конвой |
| ----------------- | ---------------------------------- | ----------------- | ------ | ---------------------------------------------------------------- | ------ | -------- | ----------- | ------ |
| 18 листопада 1942 | Brilliant (безповоротно втрачений) | Тепловий танкер   | 9,131  | 90 704 барелі мазуту                                             | 60     | 0        | США         | SC-109 |
| 3 березня 1943    | Doggerbank                         | Торговий теплохід | 5,154  | 7000 тон каучуку, жирів і риб'ячого жиру, а також іншої сировини | 365    | 384      | Третій Рейх |        |

## Звання
- Кандидат в офіцери (3 квітня 1936)
- Морський кадет (10 вересня 1936)
- Фенріх-цур-зее (1 травня 1937)
- Оберфенріх-цур-зее (1 липня 1938)
- Лейтенант-цур-зее (1 жовтня 1938)
- Оберлейтенант-цур-зее (1 жовтня 1940)
- Капітан-лейтенант (1 серпня 1943, посмертно)